# Yodelice
Maxim Nucci, noto come Yodelice (Créteil, 23 febbraio 1979), è un cantautore e attore francese.

## Discografia

### Album
- 2004 - Alive (Bande originale du film)
- 2006 - Maxim Nucci
- 2009 - Tree of Life
- 2010 - Cardioid

### Singoli
- 2003 - La cour des anges
- 2004 - Dis à l'amour
- 2006 - Un cowboy à Paris
- 2006 - La nuit c'est comme la mer
- 2009 - Sunday with a flu
- 2009 - Free
- 2010 - More Than Meets The Eye
- 2010 - Talk To Me
- 2011 - My Blood Is Burning

## Filmografia
- Alive, regia di Frédéric Berthe (2004)
- Non dirlo a nessuno (Ne le dis à personne), regia di Guillaume Canet (2006)
- L'ultima missione (MR 73), regia di Olivier Marchal (2008)
- Piccole bugie tra amici (Les petits mouchoirs), regia di Guillaume Canet (2010)

## Doppiatori italiani
Nelle versioni in italiano dei suoi lavori, Yodelice è stato doppiato da:
- Francesco Pezzulli in Piccole bugie tra amici